# Kristián Koštrna
Kristián Koštrna (* 15. prosince 1993, Hlohovec) je slovenský fotbalový obránce a bývalý mládežnický reprezentant, od července 2017 hráč klubu DAC Dunajská Streda.

## Klubová kariéra
Svou fotbalovou kariéru začal ve Spartaku Trnava, kam přišel z rodného Hlohovce. Prošel žáckými výběry klubu a ve svých 15 letech odjel na testy do Anglie. S Wolverhamptonem Wanderers podepsal 2,5roční školní smlouvu a postupně prošel akademií, rezervním týmem a odehrál i zápasy za A-mužstvo. V červenci 2011 absolvoval dva předsezónní přípravné zápasy.
V květnu 2013 podepsal s klubem novou smlouvu na další rok s jednoroční opcí (stará končila 30. června 2013). Po sezóně 2012/13 Wolverhampton sestoupil do League One (třetí anglická liga).
V září 2014 byl blízko přestupu do čtvrtoligového slovenského klubu TJ Slavoj Boleráz. Nakonec do Slavoje přestoupil, i když měl nabídky z polské a české ligy.

V lednu 2015 odešel do třetiligového rakouského klubu SC/ESV Parndorf. V červenci 2016 posílil bulharský klub OFK Pirin Blagoevgrad, kde působil do léta 2017. V červnu 2017 se vrátil na Slovensko a podepsal dvouletou smlouvu se slovenským klubem DAC Dunajská Streda.

## Reprezentační kariéra
Koštrna hrál za mládežnické reprezentační výběry Slovenska v kategoriích od 16 let. V roce 2012 se dostal do kádru slovenské jedenadvacítky (U21) vedené trenérem Ivanem Galádem.